# 地头
地头（じとう），是日本镰仓幕府、室町幕府在諸国莊園和國衙領(公領)设置的地方下级官吏。主要职责為維護地方治安、鼓勵百姓務農、代本所、領家征收年貢。地頭職得抽取一定的年貢收益。

## 關聯項目
- 國地頭（日语：国地頭）
- 地頭代（日语：地頭代）
- 文治勅許（日语：文治の勅許）
- 莊園公領制（日语：荘園公領制）
- 安堵
- 新補地頭（日语：地頭#発展）